# Арнольдсвілл (Джорджія)
Арнольдсвілл (англ. Arnoldsville) — місто (англ. city) в США, в окрузі Оглторп штату Джорджія. Населення — 431 особа (2020).

## Географія
Арнольдсвілл розташований за координатами 33°54′41″ пн. ш. 83°13′11″ зх. д. / 33.91139° пн. ш. 83.21972° зх. д. (33.911283, -83.219641).  За даними Бюро перепису населення США в 2010 році місто мало площу 4,41 км², з яких 4,40 км² — суходіл та 0,01 км² — водойми.

## Демографія
Згідно з переписом 2010 року, у місті мешкало 357 осіб у 143 домогосподарствах у складі 100 родин. Густота населення становила 81 особа/км².  Було 165 помешкань (37/км²).
Расовий склад населення:
| - 86,3 % — білих - 7,3 % — чорних або афроамериканців - 2,8 % — азіатів - 0,6 % — корінних американців |

До двох чи більше рас належало 2,5 %. Частка іспаномовних становила 3,1 % від усіх жителів.
За віковим діапазоном населення розподілялося таким чином: 24,6 % — особи молодші 18 років, 59,4 % — особи у віці 18—64 років, 16,0 % — особи у віці 65 років та старші. Медіана віку мешканця становила 40,4 року. На 100 осіб жіночої статі у місті припадало 98,3 чоловіків;  на 100 жінок у віці від 18 років та старших — 86,8 чоловіків також старших 18 років.
Середній дохід на одне домашнє господарство  становив 53 155 доларів США (медіана — 41 786), а середній дохід на одну сім'ю — 60 988 доларів (медіана — 46 786). Медіана доходів становила 37 159 доларів для чоловіків та 36 250 доларів для жінок. За межею бідності перебувало 4,2 % осіб, у тому числі 2,1 % дітей у віці до 18 років та 0,0 % осіб у віці 65 років та старших.
Цивільне працевлаштоване населення становило 226 осіб. Основні галузі зайнятості: освіта, охорона здоров'я та соціальна допомога — 35,4 %, роздрібна торгівля — 12,8 %, публічна адміністрація — 10,2 %, виробництво — 10,2 %.